# Manuel Jorge Campos
Manuel Jorge Campos, argentinski general, * 27. april 1847, † 15. december 1908.